# Wasserlauf (Bergbau)
Unter einem Wasserlauf versteht man im Oberharzer Bergbau einen zur Versorgung der Bergwerke mit Kraftwasser angelegten Wasserüberleitungsstollen. Kennzeichnend für einen Wasserlauf sind seine zwei Mundlöcher (Einlauf- und Auslaufmundloch), während ein Stollen nur über ein Mundloch verfügt.
Im Bereich des Oberharzer Wasserregals gibt es über 35 Wasserläufe mit insgesamt etwa 30 km Länge.
Außerhalb des Oberharzes werden die Wasserläufe Röschen genannt.